# Goniothalamus crockerensis
Goniothalamus crockerensis är en kirimojaväxtart som beskrevs av Mat-salleh. Goniothalamus crockerensis ingår i släktet Goniothalamus och familjen kirimojaväxter. Inga underarter finns listade i Catalogue of Life.